# Сагамор (Массачусетс)
Сагамор (англ. Sagamore) — переписна місцевість (CDP) в США, в окрузі Барнстебел штату Массачусетс. Населення — 3851 особа (2020).

## Географія
Сагамор розташований за координатами 41°46′58″ пн. ш. 70°31′56″ зх. д. / 41.78278° пн. ш. 70.53222° зх. д. (41.782888, -70.532100).  За даними Бюро перепису населення США в 2010 році переписна місцевість мала площу 9,07 км², з яких 8,61 км² — суходіл та 0,46 км² — водойми.

## Демографія
Згідно з переписом 2010 року, у переписній місцевості мешкали 3623 особи в 1460 домогосподарствах у складі 1028 родин. Густота населення становила 399 осіб/км².  Було 1775 помешкань (196/км²).
Расовий склад населення:
| - 94,5 % — білих - 1,3 % — азіатів - 0,9 % — чорних або афроамериканців - 0,4 % — корінних американців - 0,1 % — вихідців з тихоокеанських островів - 1,0 % — осіб інших рас |

До двох чи більше рас належало 1,8 %. Частка іспаномовних становила 1,5 % від усіх жителів.
За віковим діапазоном населення розподілялося таким чином: 22,6 % — особи молодші 18 років, 60,9 % — особи у віці 18—64 років, 16,5 % — особи у віці 65 років та старші. Медіана віку мешканця становила 44,9 року. На 100 осіб жіночої статі у переписній місцевості припадало 91,6 чоловіків;  на 100 жінок у віці від 18 років та старших — 90,7 чоловіків також старших 18 років.
Середній дохід на одне домашнє господарство  становив 87 320 доларів США (медіана — 69 637), а середній дохід на одну сім'ю — 98 675 доларів (медіана — 80 417). Медіана доходів становила 68 507 доларів для чоловіків та 46 778 доларів для жінок. За межею бідності перебувало 13,1 % осіб, у тому числі 25,4 % дітей у віці до 18 років та 13,1 % осіб у віці 65 років та старших.
Цивільне працевлаштоване населення становило 1930 осіб. Основні галузі зайнятості: освіта, охорона здоров'я та соціальна допомога — 19,6 %, мистецтво, розваги та відпочинок — 13,1 %, роздрібна торгівля — 11,1 %, транспорт — 10,5 %.